# 朱盛濃
朱盛濃（？—1655年10月29日（永曆九年十月辛亥）），字揚廷，明朝宗室、南明政治與軍事人物。

## 生平
朱盛濃是通山靖恭王朱孟爚的後裔，弘光年間和武官周維幾聽從馬士英攻擊黃澍欺凌宗室，抓拿審問，他因此得推薦授池州推官，遷任知府；亦因此黃澍教唆左良玉帶兵東下。池州失守，他逃到石埭。隆武元年（1645年）七月，他起兵收復石埭、青陽，但和吳應箕聯合收復池州失敗，分兵奪回建德、東流，並在次月於大嶺數次戰勝清兵；到九月，大量清兵攻至，他無法抵禦而退首甲子嶺。十月，建德、東流淪陷，他逃走依附太湖的吳昜；吳昜敗亡，再逃往浙東，隆武帝遷任浙江道御史，巡按廣信、饒州，兼管學政，駐鉛山。他上疏請實求行訓練士兵，隆武帝說：「士兵應該練膽量、練力量、練氣量、練忠義，才是勁旅，不可兒戲地放砲吶喊。」屢次疏請謁見皇帝得准許，適逢汀州之變，他逃往肇慶，調任廣東道，掌理河南道。
永曆元年（1647年）春天，南明朝廷擢任朱盛濃為兵部右侍郎，總督兩廣，協助瞿式耜守衛桂林；但清兵來到是他卻以請求發兵為由逃往靈川，永曆帝任命于元燁取代他，改他為刑部右侍郎。次年（1648年）李成棟反正，他跟隨永曆帝到肇慶；其時馬吉翔、龐天壽把持朝政，李成棟上疏說廠衛不應該干預政事，令二人怨恨並以此製造謠言。他相信謠言，揣摩李成棟的意思，請求奪去龐天壽的勇衛營給李元胤，上疏後被永曆帝責罵，使他垂頭喪氣。永曆四年（1650年）十一月，朱盛濃隨駕到潯州，轉任兵部尚書，總督京營戎政；陳邦傅縱容部下搶掠，他的家人自焚而死，自己走入瑤山據險練兵，以圖恢復明朝江山；到永曆九年（1655年）九月他和弟弟朱盛添、副總兵萬總、王心，千總鍾守御，典史蔣乾相在富川菜地沖起兵，一個月後茗山各山寨失陷，他和朱盛添、蔣乾相被擒殺；餘下軍隊不是戰死就是投降清朝。

## 引用
1. ↑  錢海岳《南明史·卷四·本紀第四》：（永曆九年）冬十月辛亥朔，……富川菜地沖陷，總督朱盛濃等死之，總兵湛志倫等畔降於清。
2. 1 2  錢海岳《南明史·卷二十七·列傳第三》：盛濃，字揚廷，通山王裔。弘光時，與武弁周維幾為馬士英訐黃澍陵逼宗室，嚴旨逮問。士英因薦授池州推官，遷知府。澍嗾左良玉兵東下，盛濃為之也。池州陷，走石埭。隆武元年七月，起兵復石埭、青陽。與吳應箕合復池州不克，分兵復建德、東流。八月，遇清兵大嶺，戰數捷。九月，兵大至，盛濃不能禦，退甲子嶺。十月，建德、東流陷，走依吳易太湖。易敗，走浙東，紹宗遷浙江道御史，巡按廣、饒，兼學政，駐鉛山。疏請實行訓練兵卒，上曰：「兵宜練膽、練力、練氣、練忠義，方成勁旅，不可放礮吶喊，如兒戲故態。」已復屢疏請入覲，許之。會聞汀州變，乃走肇慶，調廣東道，掌河南道。
3. ↑  錢海岳《南明史·卷二十七·列傳第三》：永曆元年春，擢兵部右侍郎，總督兩廣，協瞿式耜守桂林。清兵將至，託請兵，走靈川，上以于元燁代之，改盛濃刑部。明年，李成棟反正，隨扈肇慶。時馬吉翔、龐天壽擅政。成棟疏論廠衛不得干機務，二人大憾，造輩語上聞。盛濃信其言，遂揣合成棟意，請奪天壽所掌勇衛營歸李元胤。疏入，上切責，盛濃乃沮。四年十一月，從幸潯州，轉兵部尚書，總督京營戎政。陳邦傅縱兵大掠，一門自火死，盛濃入瑤山，據險練兵，圖恢復。九年九月，與弟盛添，副總兵萬總、王心，千總鍾守御，典史蔣乾相，起兵富川，守菜地沖。寨陷，監軍道周士顯死。十月，茗山諸寨陷，心及其兄恩長子文鼎戰死；盛濃、盛添、乾相被執死；守御與總兵湛志倫，千總蒙時貴、周居道降於清。餘眾敗績龜石源，劉登會、麥有成、王勝章、瞿金科戰死，十總毛文范、龔昇科、莫應龍降於清，一軍俱歿。